# Егоров, Евгений Павлович

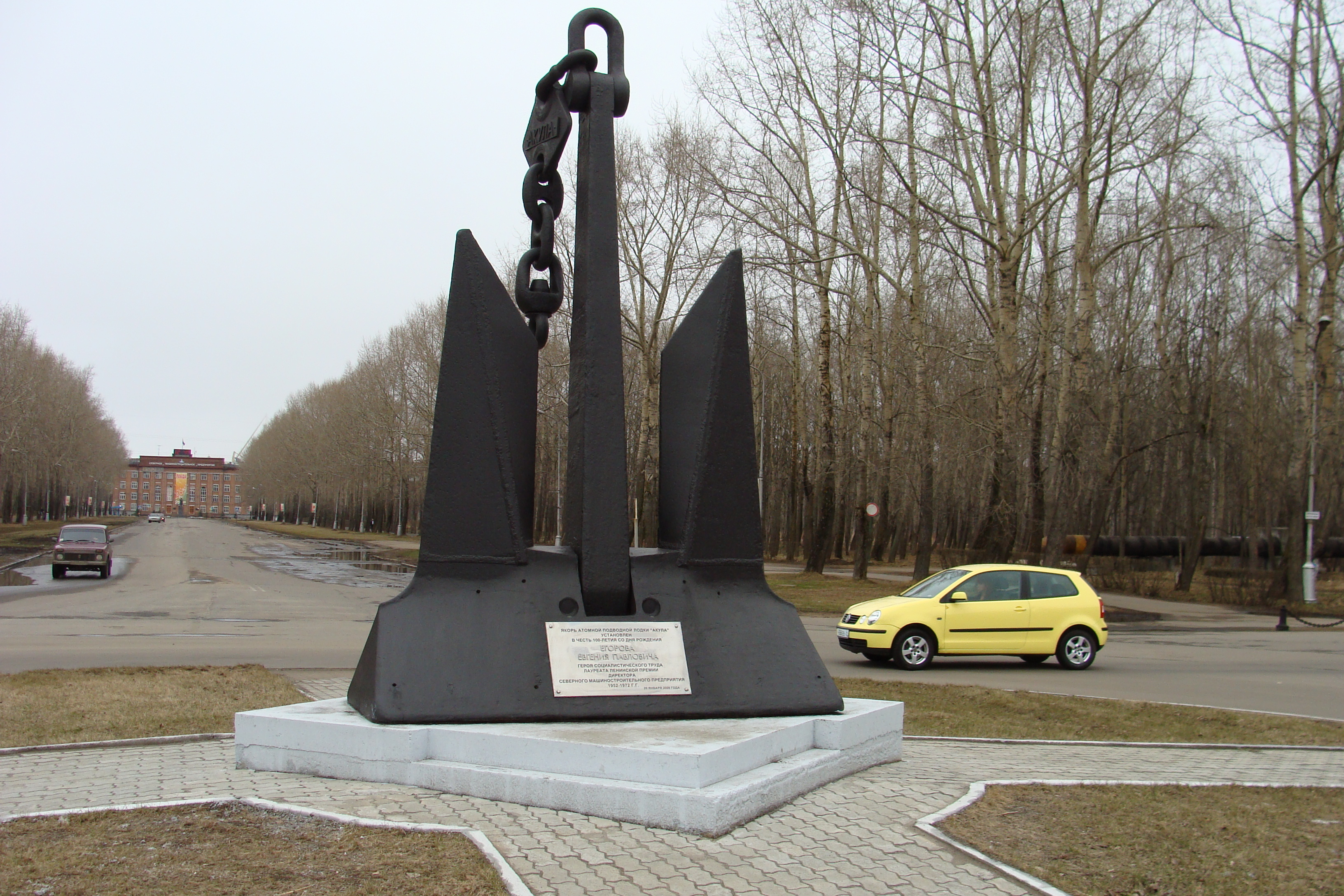
«Якорь атомной подводной лодки „Акула“ установлен в честь 100-летия со дня рождения Егорова Евгения Павловича, Героя Социалистического Труда, лауреата Ленинской премии, директора Северного машиностроительного предприятия 1952—1972 гг., 20 января 2008 года»

Евгений Павлович Егоров (20 января 1908 — 21 октября 1982) — инженер-кораблестроитель, учёный в области подводного судостроения, доктор технических наук (1970), профессор, Герой Социалистического Труда.
За 1952—1972 годы Севмашпредприятие, или, как завод называли на Западе, «фирма Егорова», стал крупнейшим в СССР и мире центром атомного подводного судостроения.
Именно под руководством Егорова в небывало короткий срок были решены технические, организационные и производственные проблемы при строительстве первой в СССР атомной подводной лодки проекта 627, К-3 «Ленинский комсомол».

## Биография
Евгений Павлович Егоров родился в 1908 году в селе Основа Херсонской губернии (ныне Березовский район Одесской области).
В 1919 году окончил сельскую школу. В 1923 году окончил семилетнюю трудовую школу в Николаеве. С 1923 по 1925 год учился на литейном отделении профессиональной николаевской технической школы, после окончания которой получил профессию формовщика-литейщика.
С 1925 года работал на Заводе № 198 имени Андре Марти.
В 1930 году окончил Николаевский кораблестроительный институт.
С 1932 года — заместитель руководителя технического отдела судостроения Завода имени Андре Марти.
С декабря 1933 года работал на владивостокском предприятии «Дальзавод».
В 1940 году был назначен главным инженером судостроительного завода в Комсомольске-на-Амуре.
С 1950 года — главный инженер Балтийского завода в Ленинграде.
С 1952 года — директор Северного машиностроительного предприятия.
Под его руководством завод превратился в мощное предприятие с самыми совершенными технологическими процессами в постройке крупных судостроительных заказов. Именно поэтому заводу поручили освоение и строительство самых сложных проектов, в том числе и атомных подводных кораблей. Созданы были условия для строительства кораблей из титановых сплавов, разрабатываются проекты будущих цехов основного производства.
За годы его руководства коллектив предприятия был трижды награждён: в 1959 году орденом Ленина, в 1963 году орденом Трудового Красного Знамени и в 1971 году орденом Октябрьской Революции.
Именно при Егорове окончательно сложилась и обрела силу кораблестроительная школа Северного машиностроительного предприятия.

Памятная доска в здании Севмашвтуза

За 1952—1972 годы Севмашпредприятие, или, как завод называли на Западе, «фирма Егорова», стал крупнейшим в СССР центром атомного подводного судостроения.
Именно под руководством Егорова в небывало короткий срок были решены технические, организационные и производственные проблемы при строительстве первой в СССР атомной подводной лодки проекта 627, К-3 «Ленинский комсомол».
Затем был ряд славных трудовых побед — строительство и сдача заказчику подводных лодок проектов 667А, 667АУ, 667Б, 667БД, 667БДР, 667БДРМ, 705К и многих других кораблей и подводных лодок.
С 1965 года — первый ректор (на общественных началах) Севмашвтуза — Северодвинского филиала Ленинградского кораблестроительного института.
В 1975 году вернулся в Николаев, работал профессором кафедры технологии судостроения НКИ.
Умер 21 октября 1982 года в Николаеве. Похоронен на Аллее Героев Труда Мешковского кладбища в Николаеве.

## Награды и звания
- Герой Социалистического Труда (1959),
- Ленинская премия (1970),
- Четыре ордена Ленина,
- Орден Октябрьской Революции (1971),
- Орден Трудового Красного Знамени (1963),
- Орден Красной Звезды (1939),
- Орден «Знак Почёта» (1942),
- Медали.

## Память
11 января 1978 года Евгению Павловичу Егорову, первому из выдающихся граждан Северодвинска, присвоено звание «Почётный гражданин Северодвинска».
Именем Егорова названа одна из площадей Северодвинска.
Мемориальная доска в часть Е. П. Егорова установлена на доме по адресу: г. Северодвинск, проспект Ленина, дом 6/34, где Егоров проживал с 1956 по 1972 год.